# Anuário

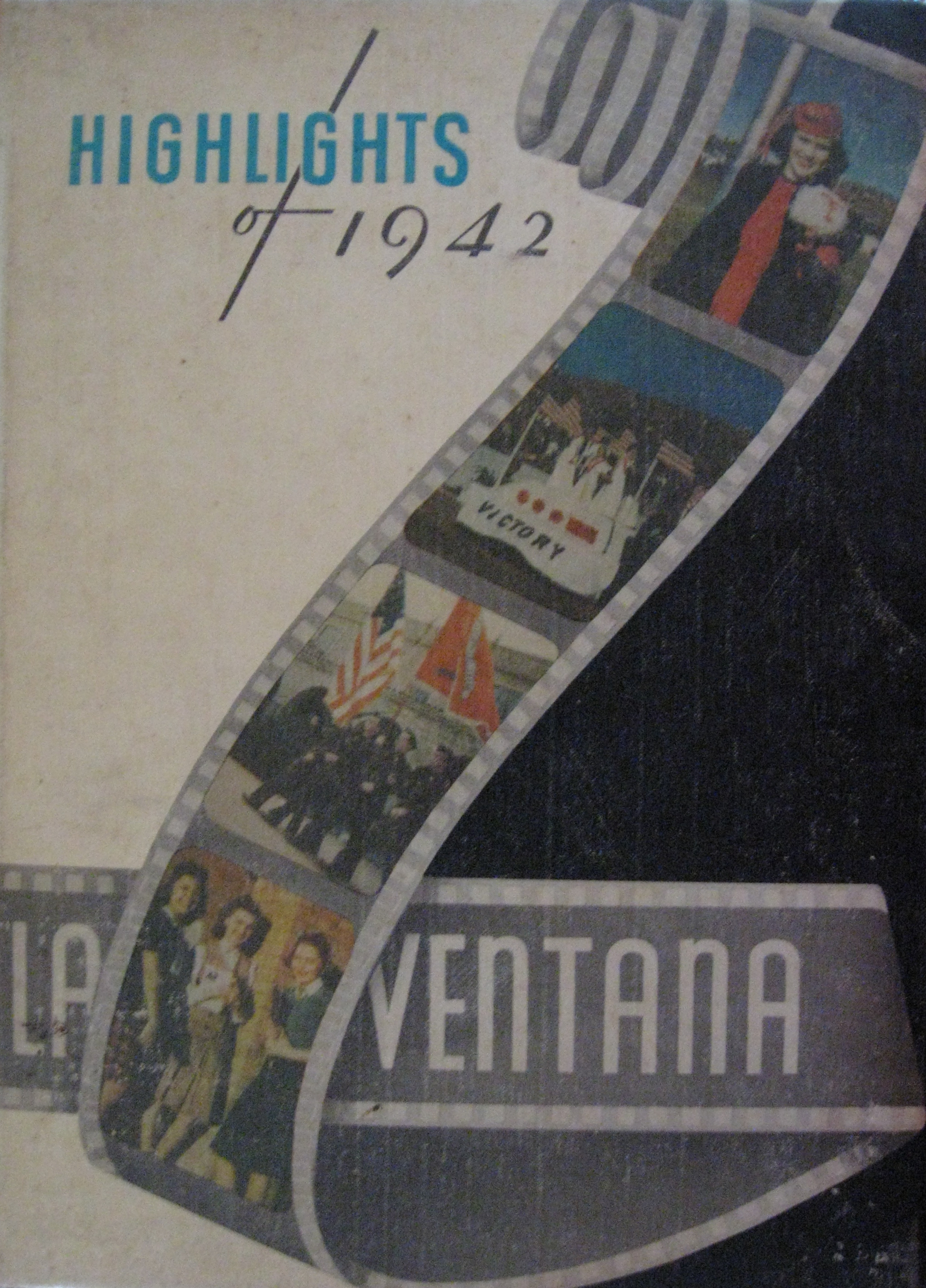
Uma cópia de 1942 do anuário La Ventana do Colégio Tecnológico do Texas (agora Universidade de Tecnologia do Texas)

Um anuário é um tipo de livro publicado anualmente. Um uso é registrar, destacar e comemorar o ano passado de uma escola. O termo também se refere a um livro de estatísticas ou fatos publicados anualmente. Um anuário geralmente tem um tema abrangente que está presente em todo o livro.
Muitas escolas de ensino fundamental e médio e faculdades nos Estados Unidos publicam anuários; no entanto, muitas escolas estão abandonando os anuários ou diminuindo o número de páginas, dadas as alternativas de mídia social para um registro físico produzido em massa orientado para a fotografia. De 1995 a 2013, o número de anuários universitários dos EUA caiu de aproximadamente 2 400 para 1 000.

## História
Uma laje de mármore comemorando uma classe de cadetes militares na Atenas Antiga durante a época do Império Romano é um dos primeiros exemplos desse tipo de documento. Proto-anuários na forma de livros de recortes apareceram em escolas da Costa Leste dos EUA no final do século 17. O primeiro anuário formal moderno foi o 1806 Profiles of Part of the Class Graduate at Yale College.